# Acromyrmex ameliae
Acromyrmex ameliae is een mierensoort uit de onderfamilie van de Myrmicinae. De wetenschappelijke naam van de soort is voor het eerst geldig gepubliceerd in 2007 door De Souza, Soares & Della Lucia.